# レイ・ブラウン
レイ・ブラウン（Ray Brown、1926年10月13日 - 2002年7月2日）は、アメリカ合衆国ペンシルベニア州ピッツバーグ生まれのベース奏者であり、スウィング期、ビバップ期のジャズミュージシャン。

## 来歴
1946年にニューヨークに移り、ディジー・ガレスピーのバンドに加入。同年には、初のリーダー・アルバムを発表。
1947年に著名なボーカリストであったエラ・フィッツジェラルドと結婚。エラの義理の姉妹の子を養子に、レイ・ブラウン・ジュニアと名付け養育したが1952年に離婚。
モダン・ジャズ・カルテット（1952年）の録音、オスカー・ピーターソン・トリオでの活躍、ソニー・ロリンズのアルバム『ウェイ・アウト・ウエスト』への参加、デューク・エリントンとの共演など、その的確な演奏は多くの人に親しまれた。また、リーダー・アルバムも数多く発表しており、エルヴィン・ジョーンズと共演した『サムシング・フォー・レスター』（1977年）などが知られる。
1974年から1982年まで、ブラウンはギタリストのローリンド・アルメイダ、サックス奏者でフルート奏者のバド・シャンク、ドラマーのシェリー・マン（1977年以降はジェフ・ハミルトンに交代）とともに、L.A.フォアとして一連のアルバムを演奏し、録音した。
1990年代後半には、複数のベーシストが共演する異色のバンド、スーパー・ベースを結成。クリスチャン・マクブライドと、ブラウンの弟子であるジョン・クレイトンを加えたベース3本の迫力ある演奏が話題となった。
2002年7月公演に出かけていたインディアナポリスのホテルで死去。75歳没。
今も多くのベーシストの尊敬を集める巨人である。最晩年までゲイリー・カーに弓弾きの手ほどきを受けるなど、精力的な音楽家であった。